# Jacques Féréol Mazas
Jacques Féréol Mazas (La Vaur, Tarn, 23 de setembre de 1782 – Bordeus, Gironda, 26 d'agost de 1849) fou un compositor, director d'orquestra, violinista i pedagog francès.
Estudià en el conservatori de París, en el que aconseguí el primer premi de violí l'any 1805. Donà molts concerts en diverses ciutats europees amb immens èxit; el 1831 fou violinista en el teatre del Palais Royal de París, i després s'establí a Orleans com a professor de violí. Més tard el 1837 s'encarregà de la direcció de l'Escola Municipal de Música de Cambrai.
Entre les seves composicions hi figuren: les òperes còmiques Le Kiosque i Mustapha, una altra òpera titulada Corinne au Capitole, diverses obres per a instruments de cordes, etc. Va escriure un Méthode de violon i un altre Méthode d'alto.